# Sarah Hoppe
Sarah Hoppe (* 21. April 1984) ist eine deutsche Volleyball- und Beachvolleyballspielerin.

## Karriere Halle
Hoppe spielte in ihrer Jugend Hallenvolleyball bei der VG Elmshorn, wo sie viele Jahre in der Regionalliga zum Einsatz kam und seit 2007 auch Spielertrainerin war. Von 2008 bis 2010 spielte die Mittelblockerin beim Zweitligisten 1. VC Norderstedt und von 2010 bis 2013 beim Ligakonkurrenten TSV Rudow Berlin. Nach einer Saison Pause wegen eines Kreuzbandrisses spielte Hoppe von 2014 bis 2017 beim Drittligisten VSV Grün-Weiß Erkner.

## Karriere Beach
Hoppe spielt seit 2003 Beachvolleyball auf der Smart Beach Tour und anderen nationalen Turnieren, u. a. mit den Elmshornerinnen Dagmar Gaede und Katja Saß. Von 2008 bis 2010 spielte sie an der Seite von Katharina Culav, mit der sie 2010 beim CEV-Satellite auf Zypern Platz fünf und bei den deutschen Meisterschaften in Timmendorfer Strand Platz 13 erreichte. Von 2011 bis 2012 war Sarah Eichler ihre Partnerin, mit der sie 2011 erneut den dreizehnten Platz bei den deutschen Meisterschaften belegte. Außerdem wurde Hoppe 2011 mit Katharina Schillerwein Deutsche Hochschulmeisterin. 2013 und 2014 spielte Hoppe zusammen mit Melanie Höppner. Seit 2017 ist Katharina Culav wieder ihre Partnerin.